# Grammy Awards 1971
La 13ª edizione dei Grammy Awards si è svolta il 16 marzo 1971 presso l'Hollywood Palladium di Los Angeles.

## Vincitori e candidati

### Categorie principali

#### Registrazione dell'anno
- Bridge over Troubled Water - Simon & Garfunkel; Roy Halee, Paul Simon ed Art Garfunkel (produttori)
- (They Long to Be) Close to You - The Carpenters; Jack Daugherty (produttore)
- Everything Is Beautiful - Ray Stevens; Ray Stevens (produttore)
- Fire and Rain - James Taylor; Peter Asher (produttore)
- Let It Be - The Beatles; George Martin (produttore)

#### Canzone dell'anno
- Bridge over Troubled Water, scritta da Paul Simon, cantata da Simon & Garfunkel
- Everything Is Beautiful, scritta e cantata da Ray Stevens
- Fire and Rain, scritta e cantata da James Taylor
- Let It Be, scritta da John Lennon e Paul McCartney, cantata dai The Beatles
- We've Only Just Begun, scritta da Roger Nichols e Paul Williams, cantata dai The Carpenters

#### Album dell'anno
- Bridge over Troubled Water - Simon & Garfunkel
- Chicago - Chicago
- Close to You - The Carpenters
- Déjà Vu - Crosby, Stills, Nash & Young
- Elton John - Elton John
- Sweet Baby James - James Taylor

#### Miglior artista esordiente
- The Carpenters
- Elton John
- Anne Murray
- Melba Moore
- The Partridge Family

### Pop

#### Miglior canzone contemporanea
- Bridge over Troubled Water - Roy Halee, Simon & Garfunkel

#### Miglior interpretazione pop vocale femminile
- Dionne Warwick - I'll Never Fall in Love Again
- Bobbie Gentry - Fancy
- Anne Murray - Snowbird
- Linda Ronstadt - Long, Long Time
- Diana Ross - Ain't No Mountain High Enough

#### Miglior interpretazione pop vocale maschile
- Ray Stevens - Everything Is Beautiful
- Elton John - Elton John
- Joe Cocker - Mad Dogs & Englishmen
- Brook Benton - Rainy Night in Georgia
- James Taylor - Sweet Baby James

#### Miglior interpretazione pop vocale di un gruppo/duo
- Close to You - The Carpenters

### R&B

#### Miglior canzone R&B
- Patches, scritta da Ronald Dunbar e General Johnson, eseguita da Clarence Carter
- Somebody's Been Sleeping in My Bed, scritta da Greg Perry, General Johnson ed Angelo Bond, eseguita da 100 Proof (Aged in Soul)
- Groovy Situation, scritta da Russell Lewis e Herman Davis, eseguita da Gene Chandler
- Signed, Sealed, Delivered, scritta da Stevie Wonder, Lee Garrett, Syreeta Wright e Lula Hardaway, eseguita da Stevie Wonder
- Didn't I (Blow Your Mind This Time), scritta da Thom Bell e William Hart, eseguita da The Delfonics